# L'Épouvantail (film, 1920)
Pour les articles homonymes, voir L'Épouvantail.
Pour plus de détails, voir Fiche technique et Distribution.
L'Épouvantail (titre original : The Scarecrow) est un court métrage de Buster Keaton et Edward F. Cline réalisé en 1920.
Dans les premières séquences, une maison rassemble en une unique pièce de multiples systèmes astucieux pour économiser l'espace inspirés par ceux du dessinateur Rube Goldberg.

## Synopsis
Buster et un autre ouvrier agricole partagent un même foyer où, grâce à de nombreux mécanismes, toutes les pièces tiennent en une seule. Mais comme le dit la devise ornant leur mur : Que vaut un foyer sans une mère. Cette mère manquante pourrait être la fille du fermier qui attire les deux célibataires. Elle se rêve danseuse et exécute quelques pas devant l'un des deux qui en profite pour la prendre dans ses bras. Voyant cela, Buster défaille et se fait poursuivre par le chien de la maison. La course poursuite se continue jusqu'à une montagne de paille où les deux font la paix. Mais le jeune amoureux déçu est à présent en sous-vêtements. Cette vision fait défaillir à son tour la jeune fille devant son père qui chasse l'infortuné. Prenant la place et le costume de l'épouvantail, il provoque une bagarre dont il est vite repéré comme l'instigateur. Dans sa course, la jeune fille le croise et lui avoue la réciprocité de ses sentiments. Poursuivis par le rival amoureux et le père de la future mariée, les deux tourtereaux finissent par se marier à bord d'un side-car, par la présence accidentelle d'un prêtre scellant leur union dans un étang où la moto échoue.

## Fiche technique
- Titre : L'Épouvantail
- Titre original : The Scarecrow
- Réalisation : Buster Keaton et Edward F. Cline
- Scénario : Buster Keaton et Edward F. Cline
- Photographie : Elgin Lessley
- Direction technique : Fred Gabourie
- Producteur : Joseph M. Schenck
- Société de production : Comique Film Corporation
- Société de distribution : Metro Pictures Corporation
- Pays de production :  États-Unis
- Langue : film muet avec les intertitres en anglais
- Format : Noir et blanc — 35 mm — 1,37:1 — Muet
- Genre : Comédie
- Durée : deux bobines (environ 20 minutes))
- Date de sortie : 
  - États-Unis : 22 décembre 1920

## Distribution
- Buster Keaton : un ouvrier agricole
- Sybil Seely : la fille du fermier
- Joe Keaton : le fermier
- Joe Roberts : un ouvrier agricole
- Edward F. Cline : le conducteur du tracteur qui renverse l'ouvrier agricole
- Al St. John : le motocycliste
- Luke : le chien (appartenant à Roscoe Arbuckle)

## Analyse
La scène dans la cuisine où les choses ont pris le pouvoir et où deux ouvriers agricoles font descendre du plafond tout ce dont ils ont besoin pour manger grâce à un système coulissant, puis plaquent au mur et à la verticale ce qui doit être lavé à grands jets d'eau, renouvelle au cinéma le genre de la nature morte vivante, tel qu'il sera ultérieurement repris par Daniel Spoerri dans ses « tableaux-pièges ».

## Exposition
L'exposition Les choses. Une histoire de la nature morte au musée du Louvre du 12 octobre 2022 au 23 janvier 2023, présente L'Épouvantail parmi les œuvres de l'espace nommé « Ce qui reste ».